# Comutație de pachete
Comutația de pachete sau comutația asincronă este o tehnică de comunicații digitale, care constă în separarea mesajelor de la o gazdă în blocuri de dimensiuni reduse denumite pachete, pentru a fi mai apoi transmise individual prin rețea, într-o succesiune rapidă. Pachetele sunt transportate unul câte unul prin rețea și depozitate la gazda receptoare, unde sunt reasamblate în forma mesajului inițial și furnizate procesului receptor.
Comutația de pachete este o tehnică mai avansată decât simpla comutație de mesaje, prin aceea că fixează o limită de dimensiune a blocurilor transmise, astfel încât să nu blocheze linia ruter-ruter minute întregi.. 
Comutația de pachete se deosebește de o altă tehnică importantă de rețea, comutația de circuite, în multe privințe. Odată, comutația de pachete nu necesită inițializarea conexiunii (circuitului) între transmițător și receptor. Apoi, la comutația de circuite se alocă lărgime de bandă pentru întreg traseul comunicației, iar toate pachetele de informație urmează această cale prestabilită. Din contră, la comutația de pachete, pachetele pot urma o cale diferită, urmând doar ca la final să poată fi recompus mesajul inițial. Consecința practică a acestui lucru este faptul că traficul prin rețelele cu comutație de pachete este taxat pe unitate de informație (bit), în timp ce comutația de circuite se taxează la intervale de timp.
Comutația de pachete poate lua trei forme, în funcție de tehnica de dirijare a pachetelor în rețea: 
- comutație pe circuit virtual (orientată pe conexiune): pachetul de date are asociată o etichetă de identificare a canalului temporal alocat în cadrul multiplexului temporal;
- autodirijare, presupune utilizarea de etichete care descriu explicit direcțiile succesive
- datagramă (fără conexiune), utilizează pachete de date care conțin o etichetă de identificare a destinatarului.